# Friedrich Eduard Schulz
Pour les articles homonymes, voir Schulz.
Friedrich Eduard Schulz, orientaliste et archéologue allemand, né le 12 juillet 1799 à Darmstadt (Landgraviat de Hesse-Darmstadt), mort assassiné en 1829 près de Başkale (Turquie actuelle). Il est surtout connu pour avoir découvert les vestiges de l'ancienne civilisation d'Urartu.

## Biographie

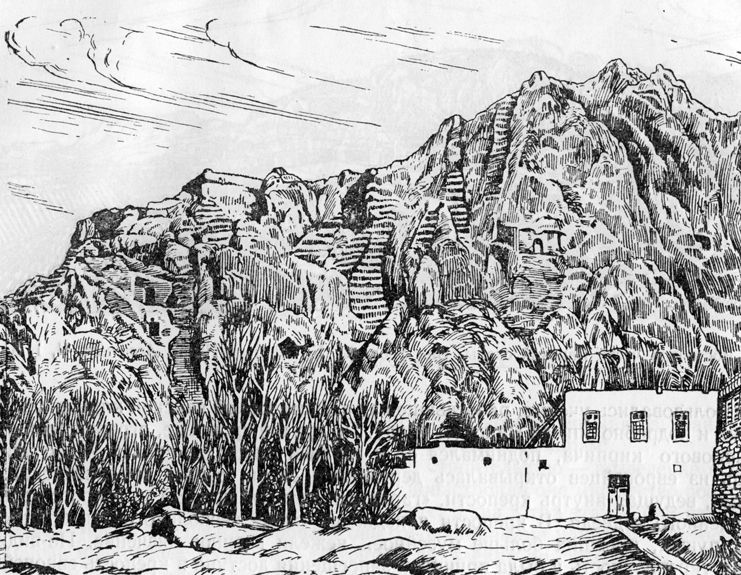
La falaise de Van, dessin de Friedrich Eduard Schulz, vers 1827-1829

Friedrich Eduard Schulz naît en 1799 à Darmstadt dans ce qui était alors le Landgraviat de Hesse-Darmstadt. Son père, officier de cavalerie (Rittmeister), doit s'exiler à la suite d'un duel et passe au service de la Russie. Friedrich Eduard suit des études de philosophie puis de théologie à Giessen. Ayant appris l'hébreu et des rudiments d'arabe, il s'oriente vers l'orientalisme. En 1823, il part approfondir sa connaissance des langues orientales à Paris où il devient correspondant du Journal asiatique : il bénéficie du soutien de savants comme Alexander von Humboldt et Antoine-Isaac Silvestre de Sacy. En 1825, il publie la traduction française d'un extrait de l'Histoire des Berbères d'Ibn Khaldoun.
Jeune homme robuste, de haute taille et d'excellente santé, il se voit confier par l'orientaliste français Antoine-Jean Saint-Martin une mission d'étude au Moyen-Orient. La guerre ottomano-persane de 1821-1823 (en) venait à peine de se terminer et la guerre russo-persane de 1826-1828 venait d'éclater, l'obligeant à modifier ses plans. Il passe l'hiver 1826-1827 à étudier dans les bibliothèques de Constantinople puis, en juin 1827, part pour le lac de Van, dans la province ottomane d'Erzurum, afin d'étudier les vestiges d'un palais attribué à la reine Sémiramis,.
En 1828, il se rend d'Erzurum en Mingrélie (Géorgie actuelle). Retenu par une maladie à Tiflis, il se rend l'année suivante à Tabriz puis dans le nord de Irak qu'il traverse à grand peine au milieu des guerres entre tribus kurdes,.
Il explore la rive sud du lac de Van, appartenant alors à la principauté de Hakkâri, émirat kurde vassal de l'Empire ottoman. Il relève une série d'inscriptions en cunéiforme urartéen et découvre la stèle de Kaleshin (en kurde, la « stèle bleue »), importante inscription bilingue en assyrien et urartéen dressée par le roi Menua vers 800 av. J.-C.
Vers la fin de 1829, il est assassiné avec son escorte par des Kurdes dans des circonstances obscures. Selon une version recueillie par l'ambassadeur britannique en Perse (en), un Kurde de la région avait été tué par des Européens et la famille de celui-ci avait juré de se venger sur le premier Européen qui se présenterait. Selon une autre version, Friedrich Eduard Schulz voyageant avec une escorte perse et une lettre de recommandation du prince héritier Abbas Mirza, Nurullah Beg, émir de Hakkâri, l'avait pris pour un espion des Perses et avait ordonné de l'assassiner. 
En 1827, il avait envoyé à Paris le relevé de 42 inscriptions urartéennes de la région de Van, en remarquant, à juste titre, qu'elles appartenaient à une écriture encore inconnue et différente du cunéiforme akkadien. Ces documents, publiés en 1840, constituent une des premières études sur l'antique civilisation d'Urartu.

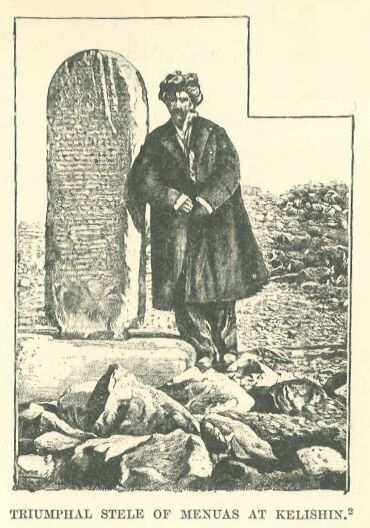
Stèle de Kaleshin, dessin du début du XXe siècle

## Œuvres
- Friedrich Eduard Schulz, ʻAbd al-Raḥman b. Muḥammad Ibn Khaldûn, Sur le grand ouvrage historique et critique d'Ibn-Khaldoun, appelé Kitab-ol Moubteda wel Khaber, Librairie orientale, Paris, 1825 En ligne

## Sources et bibliographie
- (de) Cet article est partiellement ou en totalité issu de l’article de Wikipédia en allemand intitulé « Friedrich Eduard Schulz » (voir la liste des auteurs) dans sa version du 22 avril 2016.

- (en) Cet article est partiellement ou en totalité issu de l’article de Wikipédia en anglais intitulé « Friedrich Eduard Schulz » (voir la liste des auteurs) dans sa version du 15 juillet 2016.
- Conversations-Lexicon der neuesten Zeit und Literatur, Volume 4, Leipzig, 1834, p. 235-238.
- Blätter für literarische Unterhaltung, F. A. Brockhaus, Leipzig, 1833, volume 2, p. 1367.
- Franz Babinger: Friedrich Eduard Schulz. Ein hessischer Forschungsreisender und Orientalist 1799-1829. Dans: Archiv für hessische Geschichte und Altertumskunde (de) N.F. 8, 1912, p. 255–275.